# Andreas Stange
Andreas Stange (* 26. Februar 1981 in Magdeburg) ist ein ehemaliger deutscher Handballspieler.

## Leben
Er spielte als Torhüter für den Handballbundesligisten SC Magdeburg, aus dessen Nachwuchs er stammte. Er spielte dort von 1999 bis 2000 beim SC Magdeburg II. Es folgte 2000/01 ein Einsatz für den Dessauer HV und danach bis 30. Juni 2003 für die erste Mannschaft des SC Magdeburg. 2003 bis 2005 spielte er für den Verein TSG Friesenheim. Der etwa 1,89 Meter große und ungefähr 89 Kilogramm schwere Stange gehörte von 2005 bis 2009 zum Kader von Eintracht Hildesheim. Es folgten Einsätze beim HF Springe und beim VfL Hameln. Von 2012/13 bis 2013/14 spielte er in der 3. Liga beim HF Springe, noch in der Saison 2013/14 war er beim VfL Hameln in der Oberliga Niedersachsen im Einsatz. 2014/15 kehrte er nach Magdeburg zurück und spielte in der 3. Liga Ost für den SC Magdeburg II.

## Auszeichnungen
2001 trug sich Stange anlässlich des Gewinns des Meistertitels durch den SC Magdeburg in das Goldene Buch der Stadt Magdeburg ein.